# 田口竜二
田口 竜二（たぐち りゅうじ、1967年1月8日 - ）は、広島県廿日市市出身の元プロ野球選手（投手）、野球指導者。

## 来歴・人物
広島で小・中学校と野球を続けると各地の強豪校から誘いを受けて、伯父が近所に居住していた都城高へ進学。エースとして、3年次の1984年に春の選抜に出場。準決勝に進み、KKコンビのPL学園高と対戦。桑田真澄と投げ合うが、延長11回サヨナラ負けを喫する。この姿に感動した女子から卒業まで毎週段ボール箱1杯のファンレターが届いたという。同年は夏の選手権にも出場、3回戦で再びPL学園高と対戦するが1-9で大敗した。1年下のチームメートに遊撃手の田中幸雄がいる。
大型左腕と騒がれ、当初は社会人野球・日産自動車への就職を決めていたが、1984年のプロ野球ドラフト会議で佐々木修のクジを外した南海ホークスから1位指名を受け入団した。
プロ2年目の1986年に一軍初登板を果たすも、その後は怪我により大成することなく1990年限りで自身から現役を引退した。翌1991年より打撃投手となる。打撃投手就任後に制球力の高い投手の投球フォームを研究し、実践していく内にフォームが見違えるほど良くなり、それを首脳陣に注目され1994年に現役復帰を遂げる。しかし、左肘靭帯の故障により一軍登板はないままこの1年限りで再び現役を引退した。
引退後は用具係、営業職等を歴任し2005年に退団。
2006年より、医療関連企業の白寿生科学研究所に勤める。同社で人材開拓課課長としてスポーツ選手のセカンドキャリア支援を多く手掛けており、『週刊ベースボール』にてセカンドキャリア支援に関する連載も受け持っていた。同社には8名の元NPB選手が働いている。
2020年3月5日、ベースボール・チャレンジ・リーグ（ルートインBCリーグ）・石川ミリオンスターズの監督に就任することが発表された。2シーズン務め、2021年9月12日に、白寿生科学研究所との監督出向契約期間満了により同年限りで退任することが発表された。

## 詳細情報

### 年度別投手成績
| 年 度     | 球 団     | 登 板 | 先 発 | 完 投 | 完 封 | 無 四 球 | 勝 利 | 敗 戦 | セ 丨 ブ | ホ 丨 ル ド | 勝 率 | 打 者 | 投 球 回 | 被 安 打 | 被 本 塁 打 | 与 四 球 | 敬 遠 | 与 死 球 | 奪 三 振 | 暴 投 | ボ 丨 ク | 失 点 | 自 責 点 | 防 御 率 | W H I P |
| --------- | --------- | ----- | ----- | ----- | ----- | -------- | ----- | ----- | -------- | ----------- | ----- | ----- | -------- | -------- | ----------- | -------- | ----- | -------- | -------- | ----- | -------- | ----- | -------- | -------- | ------- |
| 1986      | 南海      | 1     | 0     | 0     | 0     | 0        | 0     | 0     | 0        | --          | ----  | 6     | 1.0      | 1        | 0           | 2        | 0     | 0        | 0        | 0     | 0        | 1     | 1        | 9.00     | 3.00    |
| 通算：1年 | 通算：1年 | 1     | 0     | 0     | 0     | 0        | 0     | 0     | 0        | --          | ----  | 6     | 1.0      | 1        | 0           | 2        | 0     | 0        | 0        | 0     | 0        | 1     | 1        | 9.00     | 3.00    |

### 記録
- 初登板：1986年10月14日、対ロッテオリオンズ23回戦（川崎球場）、8回裏に5番手で救援登板・完了、1回1失点

### 背番号
- 28 （1985年 - 1988年、2020年 - 2021年）
- 56 （1989年 - 1990年）
- 114 （1991年 - 1993年）
- 59 （1994年）
- 116 （1996年 - 1998年）